# TVR Tamora
La TVR Tamora est une voiture de sport fabriquée et produite entre 2002 et 2006 par la firme anglaise TVR.
Son prix était de 43 460 £ (52 477 €).

## Source
- (en) Cet article est partiellement ou en totalité issu de l’article de Wikipédia en anglais intitulé « TVR Tamora » (voir la liste des auteurs).